# Кивни, Артур
А́ртур Пи́тер Ки́вни (англ. Arthur Peter Keaveney; родился 8 июля 1951, Голуэй одноим. графства провинции Коннахт, Ирландия — умер 23 июня 2020, Ирландия) — историк-антиковед ирландского происхождения, работавший в Великобритании. Специалист по истории Древнего Рима, Древней Греции и Древней Персии, а также по новой латыни.

## Биография
Родился в Голуэе (Ирландия) в семье машиниста локомотива и продавщицы. Учился в колледже святого Иосифа конгрегации братьев святого Патрика, окончил университетский колледж в Голуэе, где получил и степень магистра. В 1975 году начал работать над диссертацией о Сулле в университете Халла. В 1979 году начал преподавать античную историю, древнегреческий и латинский языки в университете Кента. В 1982 году на основании доработанной версии диссертации издал монографию о Сулле. Впоследствии занимался проблемами римско-италийских отношений, историей римской армии, подготовил биографию Лукулла и переработал биографию Суллы. Также изучал историю греко-персидских войн и написал монографию о войнах и о жизни Фемистокла в изгнании. В 1992 участвовал в подготовке перевода латинского трактата XVI века об Ирландии Уильяма Герберта «Croftus, sive de Hibernia Liber». В 2009 году подготовил к изданию другую работу Гербера, «Ad Campianum Iesuitam eiusque Rationes decem responsio». В 2013 году был почётным президентом Классической ассоциации Ирландии. В 2014 году вышел на пенсию, продолжив исследования (в частности, занимался подготовкой монографии о Древней Персии). Умер 23 июня 2020 года от коронавирусной инфекции COVID-19.
Помимо древних языков, владел ирландским, английским, итальянским и немецким языками.

## Основные работы
монографии
- Sulla, the last republican (Routledge, 1982; 2-е издание — 2005)
- Rome and unification of Italy (Liverpool University Press, 1987; 2-е издание — 2005)
- Lucullus: a life (Routledge, 1992)
- The life and journey of Athenian statesman Themistocles (524–460 B.C.) as a refugee in Persia (The Edwin Mellen Press[англ.], 2003)
- The army in the Roman revolution (Routledge, 2007)

археографические издания
- Herbert W. Croftus, sive de Hibernia Liber (Irish Manuscripts Commission, 1992; подготовка текста и комментарии совместно с Дж. Мэдденом)
- Herbert W. Ad Campianum Iesuitam eiusque Rationes decem responsio (Olms, 2009; подготовка текста и комментарии совместно с Дж. Мэдденом)